# Movimento della Dea
Per movimento della Dea (dall'inglese Goddess movement) si intende un movimento religioso sorto intorno agli anni '60 negli Stati Uniti come confluenza di pratiche religiose neopagane e pratiche spirituali proprie di una parte del movimento femminista. Tale denominazione abbraccia quindi un vasto gruppo di fenomeni sociali e religiosi usciti dalla seconda ondata di femminismo degli anni sessanta.
All'interno di questo movimento si collocano le Femministe della Dea, le quali si caratterizzano nel sottolineare gli aspetti femministi di questa pratica religiosa.

## Storia
All'origine di questo movimento si collocano i lavori di alcune teoriche del femminismo quali Mary Daly, Merlin Stone, Naomi Goldenberg e Carol Christ, che sottolinearono come le religioni tradizionali fossero condizionate dal vissuto "maschile", individuando quindi il sacro in un principio femminile detto anche "Dea". A questi contributi si unirono, successivamente, quello di autori di fede Wicca, ma il movimento della Dea si distingue da esso per la scarsa, o nulla, attenzione, prestata al principio "maschile" delle divinità.
Nel corso degli anni questo movimento religioso si è sviluppato rapidamente nelle società occidentali e asiatiche.

## Caratteristiche
Le credenze del "Movimento della Dea" consistono nel ritenere che il principio femminile del sacro (la c.d. "religione della Dea") sia il più antico dell'umanità. 

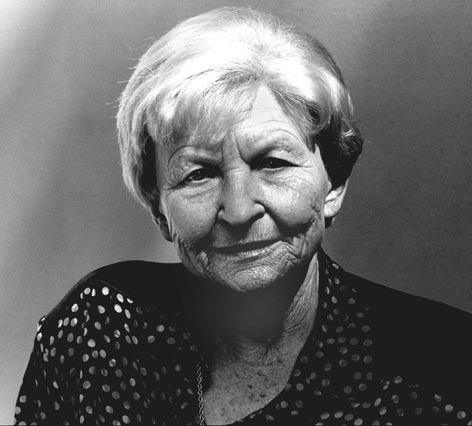
L'archeologa lituana Marija Gimbutas (1921-1994) in una foto del 1993.

Facendo riferimento ai lavori dell'archeologa lituana Marija Gimbutas e della sociologa Riane Eisler, e all'interpretazione mitografica del poeta Robert Graves data ad esempio nel saggio La dea bianca (a sua volta influenzato da James Frazer e altri), il "movimento"  ritiene che prima dell'età del bronzo si praticasse il culto nei confronti di una grande "Dea Madre", responsabile del nutrimento e della rigenerazione della vita nelle sue molteplici forme: vegetali, animali e umane. La terra, e la vita in essa contenuta, era considerata sacra. I culti si riferivano alla rigenerazione stagionale. In questi periodo, inoltre, le società erano pacifiche, non erano divise gerarchicamente e vigeva la parità di genere. Il "movimento" ritiene che tale quadro sia drasticamente cambiato con le invasioni, avvenute lungo l'età del bronzo, dei clan indoeuropei, portatori di divinità maschili, patriarcali e guerriere. Va tuttavia ricordato che i lavori di Marija Gimbutas sono stati oggetto di critiche da parte di altri archeologi, tra questi anche di archeologhe femministe.
L'esponente ecofemminista e neopagana Miriam Simos (conosciuta anche come Starhawk) in The Spiral Dance: A Rebirth of the Ancient Religion of the Great Goddess   riassume in tre gli aspetti principali della fede nella "Dea": immanenza, interconnessione e comunità. L'"immanenza" indica la credenza che la "Dea" sia presente in tutta la natura, incarnata in ogni persona. L'"interconnessione" indica il fatto che tutti gli esseri siano interdipendenti nel cosmo, creando nell'insieme un unico sistema vivente. "Comunità" intende includere non solo gli esseri umani, ma anche gli animali, le piante, la terra in senso lato con i suoi oceani, i suoi fiumi e i suoi specchi d'acqua, intendendo con questo la grave responsabilità di vivere preservando la natura, condizione indispensabile per preservare la stessa vita umana.
Le pratiche religiose del "Movimento della Dea" si richiamano alle antiche forme di sciamanesimo.
Il movimento risulta comunque del tutto eclettico: tutte le divinità femminili considerate archetipi, modelli, della Dea possono essere invocate per ristabilire il principio sacro femminile, siano esse appartenenti alle antiche religioni come quella greca o celtica, o alle religioni contemporanee come quelle native americane o allo hinduismo. Quest'ultimo aspetto è stato tuttavia criticato in quanto appropriandosi di altre culture e tradizioni religiose, spesso indigene, ha contribuito alla loro reinterpretazione riducendo questi antichi o indigeni credi a un programma di tipo sociale e spirituale contemporaneo.